# スーザ吹奏楽団
スーザ吹奏楽団（Sousa's Band）は、1892年から1932年まで存在したアメリカのコンサートバンド（吹奏楽団）。行進曲王ジョン・フィリップ・スーザが率い、世界的な名声を博した。

## 歴史
アメリカ海兵隊バンドの楽長を務めていたスーザは、音楽興行師デイヴィッド・ブレークリーのマネージメントのもと、1891年と1892年の2回にわたり、アメリカ国内ツアーを行った。このツアーでアメリカ国内における産業や文化の興隆、音楽的娯楽への欲求、中でもプロフェッショナルなコンサートバンドの必要性を目のあたりにしたスーザは、ブレークリーの勧めもあり、1892年7月31日付けで海兵隊バンドの楽長を辞任し、スーザ吹奏楽団を創設した。
記念すべき第1回のコンサートは、1892年9月26日にニュージャージー州プレインフィールドのステルマンホールで行われた。当初は、ブレークリーの不手際で不入りもあったものの、やがて大成功のコンサートが続くようになり、スーザ吹奏楽団は博覧会にコンサートにと引っ張りだことなった。『エル・カピタン』、『キング・コットン』、そして『星条旗よ永遠なれ』などのヒットとともに、スーザ吹奏楽団の名声は不動のものとなり、1900年代に入ってからは、3回のヨーロッパツアー（1901年、1903年、1905年）と、当時としては画期的な世界ツアー（1910年 - 1911年）も行われた。
1917年、アメリカが第一次世界大戦に参戦するとスーザ吹奏楽団は一時解散となったものの、終戦後（1918年11月）に再結成され、国内ツアーやラジオ出演などの精力的な活動を行った。1920年代に入ると、娯楽の多様化とともにコンサートバンド人気は衰えを見せていたが、スーザ吹奏楽団の人気は続いた。しかし1929年の大恐慌の勃発とともに、ツアーも激減した。
1932年3月6日未明、スーザは客演指揮のために訪れていたペンシルベニア州レディングで急逝し、栄光のスーザ吹奏楽団もついに解散となった。

## 演奏
- 若き日にフィラデルフィアの劇場でヴァイオリン奏者を務めていたスーザは、オーケストラとバンド、クラシック音楽と吹奏楽曲の両方に精通していた。スーザ吹奏楽団は「オーケストラ・バンド」というコンセプトのもと、木管楽器を主体とした当時としてはユニークなものだった。
- スーザ吹奏楽団は通常60名から80名で編成された。39年の歴史[3]の中で、およそ1200名の団員が在籍したといわれる。コルネットのハーバート・クラーク、トロンボーンのアーサー・プライヤー（『口笛吹きと犬』の作曲者）、ユーフォニウムのシモーネ・マンティア、バスドラムのオーガスト・ヘレメッケらのスタープレーヤーも在籍した。楽団員のモラル、結束と誇りは高く、スーザ吹奏楽団で1シーズンでもプレーした奏者は、市民バンド、ミリタリーバンド、あるいはスタジオミュージシャンとして好待遇で迎えられた。
- スーザは自作の行進曲を演奏する時、「スーザ・テクニック（スーザ・トリック）」と呼ばれる独自のアナリーゼを施していた。そのテクニックはスーザ吹奏楽団メンバーの口伝とされ、記譜することは許されなかった。このスーザ・テクニックはスコアにも記されておらず、スーザ・テクニックによる感動的な行進曲演奏はバンドメンバーおよびコンサートの聴衆だけが楽しむことのできた秘伝だった。それは、1890年代から1920年代にかけて数多く存在したコンサートバンドとの差別化には、きわめて有効だった。しかし、1932年のスーザの死とともにスーザ・テクニックも途絶え、文字として遺す人間もおらず幻となってしまった。幸いスーザの自作自演が1890年代から遺されており、楽譜に書かれていないことがなんであったのかを僅かに類推することができる。

## スーザ吹奏楽団と商業録音
自らを「コンサートに生きる音楽人」と自負していたスーザは、レコードを評価していなかった。当時のアコースティック録音が、音楽の臨場感を伝えるにはほど遠いレベルだったことが第一の理由である。また当時の録音スタジオのキャパシティが20人程度であり、60～80名を擁するスーザ吹奏楽団を収容しきれなかったという理由もある。
しかし、レコード会社にとってはアメリカ国民に人気のスーザおよびスーザ吹奏楽団の演奏は、なんとしてもレコードカタログに加えたいものだった。そこで、スタジオミュージシャンによるバンドにスーザ吹奏楽団を名乗らせ、おびただしい録音が行われた。
この「スーザ吹奏楽団」はレコーディング用のバンドであり、実際にスーザが指揮してアメリカ国内で人気だったスーザ吹奏楽団ではない。しかし、このスタジオバンドのメンバーの多くは現役のスーザ吹奏楽団員やOBであり、指揮もそうした団員やOBが行うことが多かった。そして、テスト盤はスーザ自身が試聴し、OKが出たものだけが市場に出ていた。
したがって、今日CD等で聴くことができる「スーザ吹奏楽団」の演奏は、当時の真正スーザ吹奏楽団の音色や演奏、さらには幻となった「スーザ・テクニック」を偲び、研究するための貴重な音源資料といってよい。ただ、スーザ・テクニックにおけるバスドラムやシンバルの効果は、録音技術の限界で省略されているとされる。
上述のような、実体はスタジオバンドだったスーザ吹奏楽団の他に、1929年から始まったラジオ出演のために放送局によって編成された「スーザ吹奏楽団」も存在した。またスーザ吹奏楽団員だったアーサー・プライヤーが編成したプライヤー吹奏楽団が、スーザ吹奏楽団の名前でレコーディングしていた例も稀にあった。